# Éporédorix
Éporédorix est un aristocrate gaulois appartenant au peuple des Éduens, l'un des peuples les plus riches et influents de la Gaule, avant la guerre des Gaules. Après la guerre des Gaules et la défaite, Bibracte, leur capitale, sera abandonnée au profit d'Autun, ville romaine (Augustodunum).

## Famille
Éporédorix est présenté par César comme issu d'une très noble famille éduenne, « tres nobilissimi Haedui ».
Il est probablement l'ancêtre (ou alors son homonyme qui participera vainement à la révolte de -52[pas clair]), de Caius Iulius Calenus.

## Biographie
Tout ce qu'on sait de lui vient d'une seule source, la Guerre des Gaules de César (De bello Gallico).
Éduen de haute naissance, Éporédorix a dirigé en -61 la guerre contre les Séquanes, peuple gaulois voisin, dont le territoire recouvrait la Franche-Comté, avant la guerre des Gaules. Son nom signifie « le roi de ceux qui conduisent les chars ».
Après avoir fait partie de la cavalerie alliée dans l'armée de César lors du siège de Gergovie, Éporédorix se rallie à Vercingétorix avec le vergobret des Éduens, Viridomaros. L'assemblée générale des peuples gaulois qui nomme Vercingétorix chef de l'alliance gauloise a d'ailleurs lieu à Bibracte.
Il fait partie des trois importants chefs éduens faits prisonniers par César dans la bataille de Dijon, avec Cotos, chef de la cavalerie éduenne, et Cavarillos, chef de l'infanterie éduenne. Lors de cette bataille cruciale, la cavalerie gauloise de Vercingétorix et de ses alliés échoue à encercler César et ses cavaliers germains et perd plus de 2000 cavaliers et fantassins. 
Bien sûr, Éporédorix ne peut pas être le même chef que celui qui sera l'un des quatre chefs de l'armée de l'ouest qui se portera par la suite en vain au secours d'Alésia assiégée en 52 av. J.-C, malgré plusieurs mois de contre-siège.